# Habenaria petitiana
Habenaria petitiana là một loài thực vật có hoa trong họ Lan. Loài này được (A.Rich.) T.Durand & Schinz mô tả khoa học đầu tiên năm 1894.